# Златна греда (часопис)
Златна греда је часопис за књижевност, уметност, културу и мишљење. Излази у Новом Саду од новембра 2001. године. Издаје га Друштво књижевника Војводине, а главни уредник је књижевник Јован Зивлак. Излази 10 пута годишње у дванаест бројева и бесплатан је.
Основна намера редакције је да афирмише савремену српску и књижевност у свету, теоријско и аналитичко мишљење, нове ауторе, мултикултуралну књижевну реалност у Војводини, те да прати кретања у књижевном и културном животу у земљи и у свету.

## Рубрике и садржај
Часопис има следеће рубрике:Мишљење, Документ, Проза, Поезија, Тумачење, Иконологике, Интервју, Досије, Критика, Вести из ДКВ, Вести из света.
Часопис окупља савремене писце прозе, поезије, књижевне науке, теорије, филозофије, естетике, антропологије, социологије итд.Објављује интервјуе са домаћим и страним писцима и филозофима. У сваком броју се појављује критичка рубрика у којој се приказују књиге из актуелне продукције из земље и света као и рубрика Вести у којој су информације из рада ДКВ и књижевне вести из света.
С обзиром да Друштво књижевника Војводине организује и Међународни новосадски књижевни фестивал, часопис у два броја годишње доноси избор текстова учесника Фестивала, тј. прозу и поезију, као и тематски блок са радовима са симпозијума посвећеног актуелној теми из књижевности или неком социокултурном домену.
Часопис повремено излази на енглеском ради афирмације домаће књижевности у свету, где се објављују књижевни прилози савремених писаца из Србије. Часопис посебно води рачуна о присуству аутора из суседних земаља, а повремено се доносе тематски прегледи појединих значајних књижевно - теоријских питања или избори актуелних књижевних текстова из утицајних страних књижевности. 

## Домаћи аутори
Са часописом сараћују познати савремени српски писци: Владимир Тасић, Давид Албахари, Милета Продановић, Зоран М. Мандић, Фрања Петриновић, Милица Мићић Димовска, Игор Маројевић, Драган Јовановић Данилов, Јовица Аћин, Душан Пајин, Владимир Гвозден, Новица Милић, Алпар Лошонц, Јанош Бањаи, Никола Страјнић, Милорад Беланчић, Корнелија Фараго, Бојан Јовановић и многи други.

## Страни аутори
У часопису се могу наћи преведени текстови светски познатих аутора као што су: Мишел Фуко (Michel Foucault), Ги Дебор (Guy Debord), Жан Бодријар (Jean Baudrillard), Тери Иглтон (Terry Eagleton), Ђани Ватимо (Gianni Vattimo), Жак Рансијер (Jacques Rancière), Цветан Тодоров (Tzvetan Todorov), Јулија Кристева (Julia Kristeva) или Харолд Пинтер (Harold Pinter), Томас Бернхард (Thomas Bernhard), Дон де Лило (Don De Lillo), Тибор Фишер (Tibor Fischer), Бен Окри (Ben Okri)... као и преглед књижевних тенденција и вредности у великом броју европских и ваневропских националних књижевности.

## Редакција
Главни уредник од првог броја је Јован Зивлак, а актуелни чланови редакције су Алпар Лошонц, Владимир Гвозден и Зоран Ђерић.